# Nyssodrysternum lepidum
Nyssodrysternum lepidum är en skalbaggsart som beskrevs av Monné 1992. Nyssodrysternum lepidum ingår i släktet Nyssodrysternum och familjen långhorningar. Inga underarter finns listade i Catalogue of Life.